# Касьяненко, Зоя Кононовна
Зоя Кононовна Касьяненко (25 ноября 1925, д. Бахмач, УССР — 26 декабря 2016, Санкт-Петербург, Россия) — советский и российский ученый-востоковед, специалист в области монголоведения, кандидат филологических наук, доцент.

## Биография
Родилась 25 ноября 1925 года в д. Бахмач Бахмачского района Черниговской области. Участник Великой Отечественной войны: С сентября 1941 года по июнь 1942 находилась в составе команды МПВО, с июня по октябрь 1942 г. работала в аптеке на ул. Гороховой в блокадном Ленинграде. С октября 1942 г. по июль 1944 г. была санитаркой полевого госпиталя в составе воинской части действующей 41-й армии Ленинградского фронта, а позднее — 2-го Прибалтийского фронта. С июня 1944 г. по июнь 1945 г. —  санитарка госпиталя ГИДУВ. О данном периоде жизни З. К. Касьяненко упоминается в региональной прессе.
В 1945-1950 гг — студентка Восточного факультета СПбГУ, обучалась по специальности «Монгольская филология». Окончив аспирантуру (специальность — монгольский язык), в 1953 году защитила диссертацию на соискание ученой степени кандидата филологических наук, тема: «К вопросу о сложноподчиненном предложении в современном монгольском языке».
С 1953 года работала на Восточном факультете ЛГУ — СПбГУ на кафедре монголоведения и тибетологии: старший лаборант, ассистент, доцент (с 1971). Вела теоретические и практические курсы по монгольскому языку, а также преподавала источниковедение и введение в монгольскую филологию многим поколениям студентов.
Работала в качестве приглашенного преподавателя в Монгольском национальном университете, разработав первую в мире программу преподавания монгольского языка для иностранцев.
Скончалась 26 декабря 2016 года, похоронена 29 декабря на Южном кладбище Санкт-Петербурга.

## Научная деятельность
З. К. Касьяненко — один из ведущих специалистов в области монгольского языка и культуры.  Является автором многочисленных публикаций о буддийской канонической литературе, в том числе о первой части буддийского канона - Ганджура.
Автор первого базового учебника современного монгольского языка: "Современный монгольский язык".

## Признание заслуг
- В честь 90-летия  ученого, одного из старейший преподавателей Восточного факультета СПбГУ, Институтом восточных рукописей РАН совместно с Институтом языка и литературы Монгольской академии наук была проведена международная конференция "З. К. Касьяненко — учитель и монголовед" и издан сборник - материалы конференции (2015, Санкт-Петербург-Улан-Батор)[5].
- XV выпуск авторитетного научного журнала по многоловедению и тибетологии "Mongolica" посвящен юбилею З. К. Касьяненко (2015, Санкт-Петербург).

## Основные научные труды
- Касьяненко З. К. Учитель ученику (Подготовка к печати Н. С. Яхонтовой) // Монголика-XV. СПб.: Петербургское востоковедение, 2015. С. 10.
- Касьяненко З. К. Колофоны оригинальных сочинений — источник информации о формировании письменной культуры народов Центральной Азии // Mongolica-IX. СПб.: Петербургское востоковедение, 2010. С. 67—68.
- Касьяненко З. К. Факультет восточных языков Санкт-Петербургского университета при К. Ф. Голстунском и после // Mongolica-V. СПб.: Петербургское востоковедение, 2001. С. 15—16.
- Касьяненко З. К. Некоторые исторические сведения в колофонах «Ганджура»// Mongolica-IV. 90-летию со дня рождения Ц. Дамдинсурэна посвящается. Составитель И. В. Кульганек. СПб.: «Петербургское востоковедение», 1998. С. 20—22.
- Касьяненко З. К. Новые данные о первой редакции буддийского канона на монгольском языке // Mongolica: К 750-летию «Сокровенного сказания». М.: Наука. Издательская фирма «Восточная литература», 1993. С. 201—219.
- Касьяненко З. К. Оглавление монгольского «Ганджура» под названием «Солнечный свет» // Письменные памятники Востока / Историко-филологические исследования. Ежегодник 1978—1979. М.: Наука, ГРВЛ, 1987. С. 158—185.
- Касьяненко З. К. К вопросу об истории редакции монгольского «Ганджура» // Моngolica-I. Памяти Бориса Яковлевича Владимирцова. 1884—1931. М., 1986. С. 252—264.

## Награды
- Орден Отечественной войны II степени (1985)[6],
- Медаль «За оборону Ленинграда» (1943)[7],
- Медаль «За победу над Германией в Великой Отечественной войне 1941—1945 гг.»,
- юбилейные медали ВОВ.
- Орден Полярной звезды (1985).